# Zamość (Piła)
Zamość (zwana również Zamoście; niem. Überbrück) – osiedle w Pile, położone we wschodniej części miasta, „za mostem” w stosunku do centrum (stąd nazwa). Nazywana również „Zamoście”, niegdyś była znana także jako Przedmieście Bydgoskie (niem. Bromberger Vorstadt). Powstała w XVII wieku. Rozwinęła się w XIX wieku, kiedy powstało na jej terenie kilka niewielkich zakładów przemysłowych, m.in. cegielnie, tartaki, krochmalnia. Do 1945 była zamieszkana głównie przez uboższą ludność.
Zamość jest jedynym pilskim osiedlem, na której zachowała się spora liczba zabytków, m.in. modernistyczny kościół pw. św. Antoniego, neogotycki kościół pw. św. Stanisława Kostki, duża liczba kamienic z XIX i XX wieku, budynek dawnego kasyna oficerskiego (obecnie bank), Muzeum Okręgowe, dom rodzinny Stanisława Staszica. Jest tu także jedyna w Pile restauracja McDonald's.
W domu przy ul. Browarnej prawdopodobnie urodził się Stanisław Staszic – dzisiaj znajduje się tu muzeum biograficzne. W latach 1934–1939 w gmachu obecnego Muzeum Okręgowego mieścił się Konsulat RP.

## Ważniejsze obiekty
- Żłobek nr 5
- Przedszkole nr 2
- Przedszkole nr 4
- Przedszkole nr 15
- Przedszkole niepubliczne Caritas
- Szkoła Podstawowa nr 2
- Szkoła Podstawowa nr 4
- Społeczne Technikum Budowlane
- Państwowa Wyższa Szkoła Zawodowa im. Stanisława Staszica
- Zespół Szkół Muzycznych im. Fryderyka Chopina (I i II stopnia)
- Muzeum Okręgowe im. Stanisława Staszica
- Muzeum Stanisława Staszica
- Filia nr 1 Powiatowej i Miejskiej Biblioteki Publicznej im. Pantaleona Szumana
- Powiatowa i Miejska Biblioteka Pedagogiczna
- Biuro Wystaw Artystycznych i Usług Plastycznych; Galeria Sztuki Współczesnej
- Klub Seniora „Zacisze”
- Stadion „Polonia”
- Hala Sportowa
- Rada Osiedla Zamość